# سیتی بل
سیتی بل (به اسپانیایی: City Bell) شهری در کشور آرژانتین، استان بوئنوس آیرس است که در سال ۲۰۰۹ میلادی، حدود ۳۲٬۶۴۶ نفر جمعیت داشته است.